# چندنگر
شهر چندیگر (به انگلیسی: Chandannagar) با جمعیت ۲۰۰٫۵۷۸ نفر در ایالت بنگال غربی در کشور هند واقع شده‌است.